# Caroline Labes

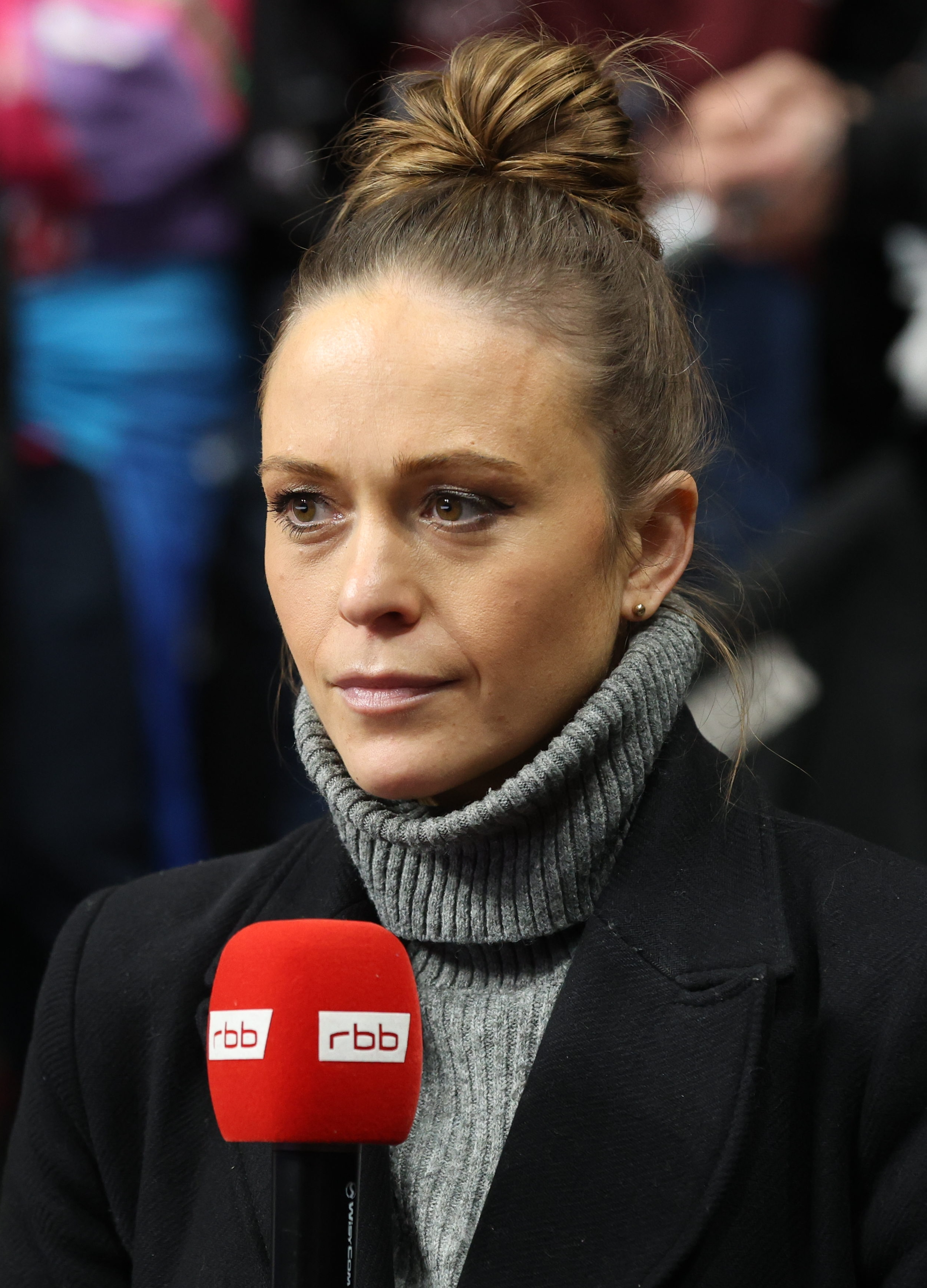
Caroline Labes, 2025

Caroline Labes (* 21. Oktober 1990 in Berlin) ist eine deutsche Sportjournalistin und -reporterin.

## Leben
Labes absolvierte von 2011 bis 2015 ein Bachelorstudium der Kommunikations- und Medienwissenschaften sowie von 2015 bis 2018 ein Medienkultur-Masterstudium an der Universität Bremen. Im Rahmen eines Auslandsaufenthalts an der Päpstlichen Universität Xaveriana in Bogotá (2013–2014) studierte sie Communicación Social mit dem Schwerpunkt Audiovisuelle Medien und absolvierte ein Praxissemester in der Sportredaktion des Fernsehsenders RCN Televisión. Ihre Masterarbeit widmet sich dem Thema Frauen im Sportjournalismus in Deutschland.
Von 2016 bis August 2021 war Labes als freie Sportreporterin für Radio Bremen und von August 2017 bis September 2018 als Redakteurin und Reporterin für Wumms tätig. Seit Mai 2018 arbeitet sie als Sportmoderatorin für den rbb Fernsehen, wo sie unter anderem in den Nachrichtenformaten rbb24 und Abendschau den Sportblock präsentiert sowie als Moderatorin von Fußball-Livespielen auf dem Sender in Erscheinung tritt. Von April 2020 bis Dezember 2021 betreute sie zusätzlich im Wechsel mit Ann-Sophie Kimmel das Format #BOX2BOX bei FUMS und fungierte unter anderen als Moderatorin der Instagram-Live-Videos. Seit Januar 2022 ist sie als freiberufliche Eventmoderatorin aktiv, unter anderem für den FC Schalke 04. Von März bis November 2022 führte sie durch die wöchentliche OneFootball Show.